# Światowy Dzień Sybiraka
Światowy Dzień Sybiraka – polskie święto odbywające się corocznie  17 września w rocznicę napaści radzieckiej na Polskę. Pierwszy Światowy Dzień Sybiraków odbył się w 2004 roku, zorganizowany przez Związek Sybiraków. Od 2013 ma status święta państwowego.

## Historia
Od 1991 roku organizowany jest  przez Związek Sybiraków, polską organizację grupującą byłych zesłańców, Dzień Sybiraka. Rok 1993 został ogłoszony Rokiem Sybiraka.
W 2013 roku Sejm Rzeczypospolitej Polskiej ustanowił dzień 17 września Dniem Sybiraka. Uchwałę w tej sprawie przyjęto przez aklamację (M.P. z 2013 r. poz. 815).

## Zjazd sybiraków
Każdego roku sybiracy z całego świata spotykają się najpierw w Gdańsku pod pomnikiem Golgoty Wschodu na Cmentarzu Łostowickim w Gdańsku, a następnie przemieszczają się do Szymbarku na Kaszubach. W spotkaniach bierze od początku udział każdorazowo ponad 5 tysięcy osób.

### Cel
Najważniejsze w tym dniu jest przypominanie prawdziwych losów zesłańców, spisywanie ich od żyjących osób i przekazywanie dalej.

### Obchody
Teren, na którym odbywa się Światowy Dzień Sybiraków należy do Centrum Edukacji i Promocji Regionu w Szymbarku (CEPR). To miejsce ukazujące w niezwykły sposób historie sybiraków. Można tam zobaczyć: Dom Sybiraka przywieziony z Syberii (budowany ok. roku 1765), pociąg którym wywożono Polaków na zsyłkę podczas II wojny światowej, repliki łagrów, kościół im. św. Rafała Kalinowskiego w którym znajdują się liczne pamiątki podarowane przez sybiraków).
Od 2006 artyści wystawiają spektakle poświęcone tematyce wywózki Polaków na wschód. Wszystkie scenariusze oparte są na autentycznych przeżyciach zesłańców.
- w 2006 odbyła się premiera spektaklu "Jeśli zapomnę..."
- w 2007 – "Moja Dusza"
- w 2008 – "Bezgłośny krzyk"
- w 2009  – "Pociąg Wspomnień"

Od roku 2007 Związek Sybiraków przyznaje nagrodę "Ambasador Sybiraków" dla ludzi sztuki. Nagroda ta jest podziękowaniem za utrwalanie poprzez sztukę w pamięci ludzkiej tragicznych losów sybiraków. 
Nagrodę "Ambasador Sybiraków" otrzymali: 
- Marian Jonkajtys – pośmiertnie na ręce rodziny,
- Cezary Morawski,
- Janusz Zakrzeński – dwukrotnie: w roku 2008 i ponownie w 2009 r,
- Damian Aleksander,
- Anna Gornostaj,
- Halina Bednarz,
- Marzanna Graff – dwukrotnie: w roku 2007 i ponownie w 2009 r,
- Ewa Kania,
- Agata Sasinowska,
- Czesław Majewski,
- Cappella Gedanensis